# 张师德
張師德（?—?），字沿賢，開封襄邑人。
狀元張去華第十子。長於文學。知河南府薛映推薦他。宋真宗到汾陰祭祀，師德獻《汾陰大禮頌》。宋真宗大中祥符四年（1011年）辛亥科狀元，授將作監丞，通判耀州。久任館閣副職，未能升遷，張師德二次到王旦府上求見，王旦拒而不見。王旦對人嘆息：“可惜張師德。”決定緩升張師德，「聊以戒貪進，激薄俗也」。終官左谏议大夫。卒于官。